# Harold Stuart Thompson
Harold Stuart Thompson FLS, ALS (1 de marzo de 1870 - 3 de marzo de 1940) fue un botánico inglés.

## Biografía
Hijo de William T. Thompson y de su esposa Agnes M. Fitzroy. Estudió en las escuelas Sidcot y Bootham, sobresaliendo en botánica y geografía física. Dedicó su vida al estudio y recolección de flora silvestre, estando de gira por toda Europa, en especial Suiza, con el fin de obtener muestras.

## Obra
- 1928. George A. Fripp and Alfred D. Fripp. Walker's quarterly 25-26. 95 p.

- 1917. How to Collect and Dry Flowering Plants and Ferns. Ed. Routledge, 56 p.

- 1914. Flowering plants of the Riviera: a sescriptive account of 1800 of the more interesting species. Colaboró Sir Arthur George Tansley. Ed. Longmans, Green, 249 p.

- 1912. Subalpine Plants, or Flowers of the Swiss Woods and Meadows. Ed. George Routledge & Sons, Ltd. xvi + 325 + 33 planchas coloreadas y carta contorneada de los Alpes

- 1911. Alpine Plants of Europe, together with Cultural Hints. Ed. George Routledge & Sons, Ltd. xvi + 274 + 64 planchas coloreadas y carta general de los Alpes

## Honores
- Secretario Honorario de la Watson Botánico Exchange Club
- Asociado de la Sociedad Linneana de Londres
- Miembro de la Universidad de Bristol
- La abreviatura «H.S.Thomps.» se emplea para indicar a Harold Stuart Thompson como autoridad en la descripción y clasificación científica de los vegetales.[2]